# 峨山镇 (芜湖市)
峨山镇，是中华人民共和国安徽省芜湖市繁昌区下辖的一个乡镇级行政单位。峨山镇位于繁昌区中东部，南接南陵县家发镇，北连峨桥镇，西与繁阳镇相连，东与平铺镇接壤，全镇面积76.6平方公里，人口2.5万。

## 行政区划
峨山镇下辖以下地区：
象形村、湾店村、童坝村、凤形村、沈弄村、千军村、东岛村和柏树村。